# Robert Guédiguian
Robert Jules Guédiguian (Marsiglia, 3 dicembre 1953) è un regista, sceneggiatore e produttore cinematografico francese.

## Biografia
Robert Guédiguian è nato il 3 dicembre 1953, da padre armeno (operaio delle ferrovie) e madre tedesca, a Marsiglia (Francia), nel quartiere popolare dell'Estaque («il più comunista di Marsiglia», dirà lui stesso) dove è cresciuto e dove ha poi ambientato buona parte dei suoi film.
Insieme all'amico Gérard Meylan, figlio di un dirigente locale del Partito Comunista, che sarà poi interprete di molti suoi film, studia inizialmente ad Aix-en-Provence, dove conosce una ragazza attiva nel sindacato studentesco, Ariane Ascaride, che diventerà sua moglie nonché la sua attrice prediletta, musa e interprete di quasi tutti i suoi film. Quando Ariane vince un concorso per il Conservatorio Nazionale d'Arte Drammatica e va a Parigi, Robert la segue, per studiare Scienze Sociali ed Economiche (la sua tesi di laurea avrà per argomento la concezione di Stato nei movimenti operai). E quando l'attrice ottiene un ruolo di primo piano nel film La Communion solennelle di René Féret, Guédiguian entra in amicizia con il regista, che gli chiede di scrivere con lui un adattamento cinematografico di Berlin Alexanderplatz di Alfred Döblin (progetto che poi salterà per questioni di diritti) e gli produce i due primi film.
Il primo, L'ultima estate (1980), presentato al Festival di Cannes, dagli accenti pasoliniani, è già ambientato e girato all'Estaque e si conclude tragicamente con la morte del personaggio principale, un ladruncolo non particolarmente politicizzato interpretato da Meylan. Ma già Rouge Midi (1983) è una storia di operai marsigliesi che diventa anche storia del comunismo e del movimento operaio francese. Tuttavia, in pieni anni Ottanta, il film – per quanto presentato anch'esso a Cannes – ottiene scarso successo e scarsa visibilità (uscirà nella sale, con limitata distribuzione, soltanto due anni dopo).
Nel 1989 Dieu vomit les tièdes ["Dio vomita i tiepidi"] è una sorta di film-manifesto, basato su un patto siglato dal regista, anni prima, con i suoi amici e interpreti prediletti Ascaride, Meylan e Jean-Pierre Darroussin: «Noi, figli di povera gente, giuriamo di batterci fino alla morte, qualunque cosa succeda, affinché venga un giorno in cui tutti saranno ricchi, senza essere capitalisti. Se uno di noi tradirà questo giuramento, gli altri non gli parleranno mai più».
Guédiguian ha ormai diretto già sei film, tra cui L'argent fait le bonheur (1993), dai toni brechtiani, e À la vie, à la mort! (1995), ed è diventato anche produttore con la casa di produzione e distribuzione di cui è uno dei soci, la Agat Films; ma è soltanto con Marius e Jeannette, nel 1997, che ottiene risonanza internazionale e anche un buon risultato commerciale (2 milioni e 700.000 spettatori in Francia). Da allora i suoi film diventano, in Francia e anche fuori dalla Francia, un fenomeno sociologico.
Al posto del cuore (1998) racconta la difficile storia d'amore tra una sedicenne bianca e un diciottenne di colore, quest'ultimo preso di mira da un poliziotto razzista. À l'attaque! (2001) descrive in chiave di metacinema la lotta di alcuni operai marsigliesi contro la globalizzazione e le multinazionali; e se può sembrare manicheo, è perché in fondo è una favola, «e le favole sono inevitabilmente manichee». Il corale La ville est tranquille (2002) è un affresco della Marsiglia contemporanea. Mentre nel melodramma popolare Marie-Jo e i suoi due amori (2002) l'attenzione si concentra sui sentimenti e sui corpi degli individui, anche se il sociale resta un sottofondo imprescindibile.
Le passeggiate al Campo di Marte (2004), sugli ultimi mesi di vita del presidente François Mitterrand, si discosta un poco dai temi e dagli ambienti consueti del regista, ma non va dimenticato che è a suo modo un film politico, dal momento che Mitterrand fu uno degli artefici del programma comune del 1972 tra Partito Comunista e Partito Socialista. Le Voyage en Arménie (2006) è un vero e proprio viaggio del regista nelle proprie origini familiari più remote, verso un minuscolo villaggio del Caucaso. L'armée du crime (2009) si concentra sul gruppo partigiano che durante la seconda guerra mondiale, capeggiato dal poeta armeno Missak Manouchian, agì nella Parigi occupata dai nazisti. Une histoire de fou (2015) racconta le lotte dei combattenti dell'Asala che negli anni Ottanta cercarono di far riconoscere il genocidio armeno.
Le nevi del Kilimangiaro (2011), che cita ironicamente nel titolo l'omonimo film hollywoodiano di Henry King del 1952 e si ispira nel soggetto a Les pauvres gens di Victor Hugo, è l'ennesimo inno di Guédiguian alla solidarietà tra deseredati, poiché, come dice il regista, «un film popolare è quello che rivela alla gente la grandezza che ha dentro».
Au fil d'Ariane (2014) è, fin dal titolo, una fantasia dedicata alla moglie e attrice prediletta, Ariane Ascaride. La casa sul mare (2017) racconta di tre fratelli che a sessant'anni si ritrovano a tirare le somme su se stessi e sulla vita nella casa natale, presso Marsiglia, dove il padre è stato colpito da un ictus, ma provvedono anche a soccorrere e aiutare tre piccoli migranti del Nord Africa. Perché anche nei film apparentemente meno legati alle proprie origini, a Marsiglia e alle lotte dei lavoratori, Guédiguian non trascura mai l'aspetto sociale, la «nostalgia di un'ideologia che guidi l'azione politica, l'intervento concreto nella realtà».

## Ideologia, personaggi, temi
Guédiguian ama lavorare con un ristretto gruppo di attori che sono anche suoi amici personali: dalla moglie Ariane Ascaride a Jean-Pierre Darroussin (compagno di studi teatrali di Ariane a Parigi), dal vecchio amico Gérard Meylan (che accanto alla professione di attore ha esercitato per 35 anni quella di infermiere in un ospedale pubblico) a Jacques Boudet e Pascale Roberts. Anche gli altri collaboratori sono stati spesso gli stessi: dallo sceneggiatore Jean-Louis Milesi (che ha scritto con lui una metà circa dei suoi film) al montatore Bernard Sasia e allo scenografo Michel Vendestien.
Quasi tutti i film del regista sono ambientati a Marsiglia (perlopiù nel quartiere popolare e marginale dell'Estaque, porticciolo celebrato dai pittori impressionisti a fine Ottocento) e ne sono protagonisti i suoi abitanti, perlopiù operai o comunque proletari e sottoproletari che cercano di vivere e sopravvivere in un mondo pieno di ingiustizie, dominato dai ricchi e dalle loro leggi. Come scrive Michelangelo Buffa, «c'era una volta una Marsiglia inventata, illustrata, descritta da Marcel Pagnol. Mezzo secolo dopo, la Marsiglia di Guédiguian ci appare completamente diversa: del sogno armonioso di Pagnol non ha più molto. [...] È contaminata, frammentata, snaturata, fagocitata da poteri incontrollabili».
Protagonista dei film di Guédiguian è il microcosmo operaio dell'Estaque, con «la precarietà del lavoro, il tramonto degli ideali, la disgregazione dei rapporti personali, l'avanzare ineluttabile del tempo». Ma l'umanesimo di fondo permette al regista di non essere quasi mai totalmente pessimista, come dimostra il finale lieto e commovente del suo film più famoso, Marius e Jeannette. Nei suoi film la dimensione sociale si fonde sempre con quella privata, ed è questa la ragione per cui non sono mai freddi, rigidi, ma caldi come il sole di Marsiglia, commoventi. E l'abilità di Guédiguian sta «nel saper rendere conto in modo militante di un ambiente senza cadere in schemi forzati».
Ha detto il regista: «Farò sempre film sugli oppressi, i poveri, i deboli, le vittime. Credo che questo sia il compito degli intellettuali e degli artisti».

## Vita privata
È sposato, dal 1975, con l'attrice marsigliese Ariane Ascaride, che ha interpretato – perlopiù da protagonista – tutti i suoi film tranne Le passeggiate al Campo di Marte e Twist à Bamako.

## Filmografia

### Regista e sceneggiatore
- Dernier Été (1981)
- Rouge Midi (1983)
- Ki lo sa? (1985)
- Dieu vomit les tièdes (1989)
- L'argent fait le bonheur – film TV (1993)
- À la vie, à la mort! (1995)
- Marius e Jeannette (Marius et Jeannette) (1997)
- Al posto del cuore (À la place du cœur) (1998)
- À l'attaque! (2000)
- La ville est tranquille (2001)
- Marie-Jo e i suoi due amori (Marie-Jo et ses 2 amours) (2002)
- Mon père est ingénieur (2004)
- Le passeggiate al Campo di Marte (Le Promeneur du Champ-de-Mars) (2005)
- Le Voyage en Arménie (2006)
- Lady Jane (2008)
- L'Armée du crime (2009)
- Le nevi del Kilimangiaro (Les Neiges du Kilimandjaro) (2011)
- Au fil d'Ariane (2014)
- Une histoire de fou (2015)
- La casa sul mare (La villa) (2017)
- Gloria Mundi (2019)
- Twist à Bamako (2021)
- E la festa continua! (Et la fête continue!) (2023)
- La gazza ladra (La Pie voleuse) (2024)

### Solo produttore
- Free Zone, regia di Amos Gitai (2005)
- Le mille e una notte - Arabian Nights (As mil e uma noites), regia di Miguel Gomes (2015)
- Il giovane Karl Marx (Le Jeune Karl Marx), regia di Raoul Peck (2017)
- Un triomphe, regia di Emmanuel Courcol (2020)
- Il dono più prezioso (La Plus Précieuse des marchandises), regia di Michel Hazanavicius (2024)
- L'orchestra stonata (En fanfare), regia di Emmanuel Courcol (2024)